# Hạc cổ phồng
Hạc cổ phồng (tiếng Anh: jabiru, /ˌdʒæb[invalid input: 'ɨ']ˈruː/ hoặc /ˈdʒæb[invalid input: 'ɨ']ruː/; tiếng Latinh: Jabiru mycteria) là một loài chim lớn thuộc họ Hạc phân bố tại châu Mỹ, từ Mexico đến Argentina, ngoại trừ sườn tây dãy Andes. Chúng phổ biến nhất tại vùng Pantanal của Brazil và vùng miền đông Chaco của Paraguay. Đây là thành viên duy nhất thuộc chi Jabiru. Tên gọi quốc tế (Jabiru) của loài chim này xuất phát từ ngữ hệ Tupi–Guaraní, có nghĩa là "cổ phồng".